# 王離 (蜀漢)
王離（？—？），字伯元，廣漢人，三國時期蜀漢政治人物。有子王長文。

## 生平
原為督軍從事，後因執法公平得當，升遷代替何祗成為犍為太守，任內有良好成績，才智不如何祗，但文采比何祗好不少。